# Полигон Хебертсхаузен
Стрелковый полигон Хебертсхаузен был возведен в 1937-38 гг., как часть концентрационного лагеря Дахау. В 1941 и 1942 гг. там было расстреляно более 4000 советских военнопленных войсками СС (нем. SS, аббр. от Schutzstaffeln, «отряды охраны»). С 1960 г. территория бывшего стрелкового полигона Хебертсхаузен является мемориалом в память о жертвах национал-социалистического режима.

## Краткая история
Стрелковый полигон Хебертсхаузен общей площадью в 85.000 m² находился в юго-восточной части общины Хебертсхаузен, в двух километрах от концентрационного лагеря Дахау. В 1941 и 1942 годах, как следствие исполнения «Приказа о комиссарах», войсками СС там было убито около 4000 советских военнопленных, преимущественно офицеров, коммунистических функционеров и евреев.
После войны территория бывшего стрелкового полигона перешла во владение американских войск и в дальнейшем была использована как учебный стрелковый полигон. В начале 1950х гг. полигон был передан федеральной земле Баварии, и его управление взяло на себя баварское министерство финансов. С 1997 года бывшая территория полигона находится на попечительстве Фонда баварских мемориалов (нем. Stiftung Bayerische Gedenkstätten). В 2014 году мемориальный комплекс концентрационного лагеря Дахау открыл обновленное место памяти и выставку на бывшей территории полигона Хебертсхаузен.

## Создание полигона Хебертсхаузен
Военная кампания против Советского Союза, по мнению высшего генерал-полковника Франца Гальдера, имела своей целью «уничтожение большевистских комиссаров и коммунистической интеллигенции». Для достижения этой цели военнопленные из сферы полномочий вермахта должны были быть переданы в сферу СС, несмотря на то что это нарушало нормы международного права.
Оперативные приказы № 8 и № 9 начальника полиции безопасности и СД от 17 и 21 июля 1941 года отчетливо указывают на намерения национал-социалистического руководства. В оперативном приказе № 8 говорится, что его целью является «политическая проверка всех находящихся в лагере пленных (то есть русских военнопленных) и дальнейшие разбирательства. Среди обычных военнопленных должны быть выявлены все важнейшие деятели государства и партии, в особенности деятели Коминтерна, все авторитетные партийные функционеры коммунистической партии…, все народные комиссары …, все бывшие политкомиссары Красной Армии, … ведущие деятели экономической жизни, советско-русская интеллигенция, все евреи, все личности, которые будут приняты за смутьянов-зачинщиков или фанатичных коммунистов».
Причиной этого «отбора» был страх перед тем, что советские военнопленные в лагерях на территории рейха могли навязать немецкому населению свои коммунистические идеи. Из оперативного приказа № 9 становится ясно, что должно было произойти после «отбора». Там, в частности, говорится о том, что исполнение приговора для советских военнопленных на территории рейха должно «незаметно проводиться в ближайшем концентрационном лагере».

## Массовые расстрелы в концентрационном лагере Дахау

### Расстрелы в «Бункере»
Массовые расстрелы начались в августе-сентябре 1941 года, после того, как процесс «отбора» начался неделями ранее руководством государственной полиции Регенсбурга. Так называемый «отбор» опирался на доносы, которые получали от доносчика путем истязаний. «Отобранные» и переведенные в концентрационный лагерь Дахау советские военнопленные ранее пребывали в следующих лагерях военнопленных: Хаммельберг в Рёне (высокопоставленные офицеры и составы), Нюрнберг-Лангвассер, Мемминген, Мосбург, а также военный округ Штутгарта.
Несистематические перевозки военнопленных в Дахау сопровождались представителями тайной государственной полиции. «Русские военнопленные», по словам начальника оперативного отдела Паулюса Элерса, «во время транспортировки были скованы металлическими оковами по два человека в каждой». В основном, перевозки проходили по ночам зимой 1941-42 гг. и длились в среднем 12-18 часов. Транспортные средства, перевозящие пленных, не отапливались.
Из лагеря офицеров в Дахау было перевезено 1100 офицеров, из остальных лагерей военнопленных в Хаммельберге и в Нюрнберг-Лангвассере примерно 2000. Из «отобранных» военнопленных, перевезенных в Дахау, не выжил никто. По распоряжению руководства СС не их имена, а только лишь их номера и отличительные знаки записывались в лагерные списки. Таким образом, их идентификация должна была стать навсегда невозможной. Чтобы сохранить расстрелы в тайне, заключенным, работающим в хозяйственно-экономическом здании лагеря и других местах недалеко оттуда, приказывали сидеть в бараках. Погибших на полигоне Хебертсахузен сжигали в крематории на территории концлагеря Дахау, а также частично в крематории в Мюнхене.

### Расстрелы на полигоне в Хебертсхаузене
В силу того, что войска СС фактически не могли обеспечить секретность проведения расстрелов в пределах территории концентрационного лагеря, было принято решение перенести место исполнения «Приказов о комиссарах» на учебное стрелковое поле, находившееся примерно в полутора километрах от концентрационного лагеря Дахау. 4 сентября 1941 года там начались первые расстрелы. Завершились они в мае-июне 1942 года. Однако это не означало окончательное завершение исполнения «Приказов о комиссарах». Вблизи крематория концлагеря Дахау расстрелы проходили дальше. В общей сложности было расстреляно примерно 4000 советских военнопленных, большая часть из них встретила свою кончину на полигоне СС в Хебертсхаузене.
Местом массовых расстрелов на полигоне послужил пулемётный стенд (Pistolenschießstand), окруженный высоким дощатым забором, дабы воспрепятствовать возможности наблюдения с окрестных полей. По показаниям допроса очевидца Йозефа Тора, перед расстрелом пленным объявляли, что сейчас они будут расстреляны. Данное сообщение зачастую вызывало у пленных различные реакции. Некоторые вовсе не подавали никаких эмоций, «стоял(и) там как будто парализованные, другие сопротивлялись, начинали плакать и кричать… что и вовсе являются противниками большевизма и на самом деле принадлежат русской церкви».
Обычно при расстрелах было принято целиться в грудь жертвы. Здесь же, эсэсовцы, в отношении части жертв целились в головы, что приводило к буквальному «разрыву» головы жертвы на части. В результате одновременного попадания нескольких снарядов в мозг, накладывающихся друг на друга, происходил форменный разрыв черепа. Части черепа с прилипшими к нему телесными тканями при этом были оторваны от головы и отброшены прочь. Эта жестокость могла сравниться лишь только с «обезглавливанием» живого человека. Убитые таким образом советские военнопленные, через вскрытие шейных артерий, в мгновение ока теряли по несколько литров крови каждый. Осуществляющим расстрелы исполнительным отрядам СС были предоставлены специальные костюмы, фартуки и перчатки, защищающие их от брызгов крови. Для хранения трупов изувеченных, с восточной стороны стрельбища был возведен ангар. Там хранились гробы, служащие для транспортировки трупов к лагерному крематорию и обратно. Первоначально простые гробы вскоре были выстланы листовым оцинкованным железом для предотвращения утечки крови жертв, находящихся в них.
Существует предположение, что количество человеческих останков, находящихся в земле бывшего стрелкового полигона, в трижды превышает количество останков, официально найденных по сегодняшний день. Находки удивляют и шокируют археологов одновременно, так как обычно при исполнении приговора о смертной казни было принято целиться в грудь. Да и голова, при применении используемых в то время скорострельных снарядов, могла бы быть только пробита, но никак не раздроблена в результате выстрела. Результаты исследований, которые провёл Олаф Рёрер-Эртль в Антропологическом Государственном Собрании в Мюнхене, показали, «что, по меньшей мере, часть расстрелов была произведена с особенной жестокостью».

## Идеологический (желаемый) эффект расстрелов и фактическая реакция участников
Посредством расстрелов советских военнопленных члены войск СС должны были приучаться к жестокости. Сами расстрелы, по существу, являлись ни чем иным как чудовищной кровавой бойней. Через огнестрельные раны в голове кровь и массы головного мозга разбрызгивались в диапазоне на метры от самих жертв. Таким образом, эсэсовцы должны были «закаляться» и привыкать к худшему. Они должны были развить у себя готовность беспрекословно исполнить даже самые жестокие приказы. Помимо этого, путем соучастия, они должны были быть привязаны к нацистскому режиму, формируя «сообщество» преступников.

В действительности же после экзекуций некоторые участники были сильно обременены психически. В целях повышения мотивации эсэсовцев, руководство назначило им такие «вознаграждения» как дополнительные порции шнапса и сигарет, увеличенное время, отведенное на принятие пищи, отгулы, ордена (например, крест за военные заслуги второго класса с мечами), а особенно инициативным представителям отрядов СС даже предоставлялась отпуск в Италии.
Согласно воспоминаниям человека, чей отец был охранником СС в концентрационном лагере Дахау, он рассматривает принадлежность отца к охранной бригаде СС как совершенно нормальную профессию, как и любую другую. Лишь спустя многие годы у него возникли сомнения о невиновности его отца и безобидности его профессиональной деятельности. Как-то раз при посещении мемориала бывшего «СС-Стрельбища Хебертсхаузен» на одной из информационных досок он прочел, что эсэсовцы, участвующие в расстрелах, в качестве «поощрения» летом 1942 года могли поехать в отпуск в Италию. В одном интервью он заявил — определенные сомнения о невиновности его отца у него уже появлялись ранее, так как у него были фотографии, которые демонстрировали его отца во время отпуска в Палермо и Неаполе. Однако эти сомнения он вновь заглушил. Он убежден в том, что его отец был приговорен к восьми годам лишения свободы «лишь только» потому, что когда-то отвесил пощечину одному заключенному за неоднократное нарушение лагерного порядка. Данное судебное решение он лично воспринимает как большую несправедливость.
Всего среди преступников было 190 членов комендантского штаба и еще несколько человек из гвардейских бригад концлагеря Дахау. Как показывает исследование, опубликованное в книге о полигоне Хебертсхаузене под редакцией Gabriele Hammermann и Andrea Riedle, некоторые из солдат СС гордились своей ролью в массовом убийстве советских военнопленных. «Завтра у нас снова праздник стрелков», — говорил один из них. Почти никто из участников расстрелов после 1945 года не предстал перед судом. Эгон Зилл (нем. Egon Zill), начальник лагеря охраны в концентрационном лагере Дахау, был приговорен к пожизненному заключению в 1955 году, но уже через восемь лет был освобожден.

## Исследования о регистрации советских военнопленных
Ранее историками считалось, что в 1941/1942 г. большая часть советских военнопленных, из-за идеологического равнодушия по отношению к их судьбам или же из-за прямого намерения к их уничтожению, не была зарегистрирована. В формальном отношении они как будто и вовсе не существовали, что усложняло возложение юридической ответственности за их смерть. Так как смерть красноармейцев не была зафиксирована, их закапывали в братских могилах, и таким образом, в отличие от погибших военнопленных других народов, впоследствии очень сложно было доказать их смерть и найти места их погребения. Вследствие этого считалось, что на военно-мемориальных кладбищах в Германии покоится неизвестное, но во всяком случае, несоизмеримо большое количество погибших.
В действительности все за некоторыми исключениями советские военнопленные по их приезде в Германский Рейх были зарегистрированы в лагерях. В так называемые персональные карточки заносились личные и военные данные военнопленных (место работы, данные о болезнях и прививках, о пребывании в госпитале, о побегах, наказаниях и т. п.). Пленные солдаты также были зафиксированы в справочном бюро Вермахта в Берлине (нем. Deutsche Dienststelle) посредством передачи туда списков с именами новопоступивших военнопленных. В случае смертельного исхода эти персональные карточки отправлялись вместе с другими документами (отличительными знаками, документами, подтверждающими смерть, транспортными списками и т. п.) в Берлин. Справочное бюро Вермахта имело доступ к информации о всех погибших военнопленных, а также о переданных войскам СС личностях солдат, которые были расстреляны на полигоне Хебертсхаузен. По ранее существовавшему мнению, эти документы, а также другие касающиеся военнопленных документационные составы, в 1943 году были изъяты и переданы советским войскам в 1945 году; с тех пор они считались без вести пропавшими.
Историкам доктору Райнарду Отто (нем. Reinhard Otto) и Рольфу Келлеру (Rolf Keller) удалось отыскать эти документы. Некоторые фрагменты находятся в немецком ведомстве в Берлине (нем. Deutsche Dienststelle), которое является «наследником» справочного бюро Вермахта. Большая часть документов, однако, хранится в архиве Министерства обороны Российской Федерации в Подольске. Именно этот архив и стал главной целью обоих исследователей при их посещениях Подольска. Выяснилось, что, по всей видимости, в этом архиве хранятся персональные карточки солдат, погибших в Германском рейхе (примерно 370 000 человек). Там же хранятся и следующие карточные документы: записи о пребывании в госпитале, списки о транспортах в лагеря и из лагерей военнопленных, а также документация о погибших. Кроме того, туда же относится отдельная картотека, состоящая из документации о 80 000 офицерах. По персональным карточкам также можно проследить частые переводы военнопленных в различные концлагеря. Данная картотека позволяет определить точное местонахождение каждого заключенного. После войны эти документы были вырваны из своего первоначального порядка и совершенно произвольно и беспорядочно объединены в новые документационные составы, каждый по 100 карточек на один состав. Порядок по лагерям или же по алфавиту отсутствовал. Офицерские карточки были расформированы и организованы заново в порядке русского алфавита.
Мемориальный комплекс на месте бывшего концентрационного лагеря Дахау предполагает, что в долгосрочной перспективе можно разыскать от 1500 до 2000 имен военнопленных, погибших на полигоне Хебертсхаузен. В настоящий момент на мемориальных досках на выставке в Хебертсхаузене прописано 816 имен.

### Первая публичная публикация известных имен погибших
Опубликованный в газете «Комсомольская Правда» от 16 января 2014 года список, состоящий из 62 советских военнопленных, расстрелянных на тренировочном стрельбище СС в Хебертсхаузен, вызвал крупный поток откликов. Среди зрителей оказались и те, кто впервые за 72 года узнал правду о судьбе своих родственников:
«Сквозь слезы читаю фамилии погибших людей, столько пострадавших в этом кошмаре. В списке под № 3 я нашла своего отца — Растрепина Василия Павловича, 1910 г. р., лейтенанта 105-го погранотряда. Все эти годы я искала, где погиб отец…Я благодарна всем вам, милые люди, кто помог мне, кто ведет поиски наших дорогих сердцу людей. Пожалуйста, верните мне фото папы, это у меня единственная память о нем».
Раиса Васильевна Растрепина, Томская область
«Со слезами радости и ужаса я увидела строчку № 43 в этом страшном списке. Бушков Леонид Николаевич — это мой отец. Он родился в 1914 году и жил в городе Иваново на улице Полетной. Не доучившись в медицинском институте, был призван учиться на политработника и в 1939 году послан служить в Белосток. Отец был женат на Крыловой А. А., моей маме. Они ждали рождения ребенка. Но 22 июня 1941 г. все оборвалось. Поездом маму отправили на восток, и после ужасного переезда под бомбежками 10 августа 1941 года она попала в Иваново, а 15 августа родилась я. Вскоре маме пришло сообщение, что ее муж пропал без вести… Всю жизнь и мама, и я пытались найти его следы. Огромная благодарность тебе, „Комсомолка“, за доставленную эту радость — радость со слезами на глазах».
Алексеева (Бушкова) Ираида Леонидовна, город Владимир

## Полигон Хебертсхаузен после войны
После войны территория полигона, по своей площади превышающая 8 га, оказалась во владении американских войск и использовалась ими и дальше как учебный стрелковый полигон. По-видимому, с намерением погрузить события данного места в забвение, эта территория в начале 1950 гг. была передана в управление баварского министерства финансов.
В 1964 году перед пулемётным стендом на полигоне Хебертсхаузен, благодаря пожертвованиям сообщества бывших заключенных лагеря Дахау, был возведен памятный обелиск скульптора Вилла Эльфеса (нем. Will Elfes). В скором времени он был извлечен оттуда баварским министерством финансов и поставлен на новое место у ворот, служащих въездом на территорию бывшего стрелкового полигона.
Долгие годы из-за конфликта Востока-Запада и политической напряженности по отношению к России жестокие преступления, совершенные на полигоне в Хебертсхаузене в 1941—1942 гг., намеренно или ненамеренно вытеснялись из общественного сознания.
Лишь только в 1997 году одной группе инициативных граждан удалось остановить политику забвения и вытеснения памяти о произошедшем со стороны государственных институтов. Министерство финансов в итоге отреагировало на давление со стороны инициативной группы и территория была передана министерству культуры, а затем — Фонду баварских мемориалов (нем. Stiftung Bayerische Gedenkstätten). Каменный обелиск скульптора Вилла Эльфеса был возвращен на свое первоначальное место. Таким образом, был сделан толчок к изменению государственной политики по отношению к бывшему полигону Хебертсхаузен.
22 июня 2011 года останки погибших, частично найденные на полигоне Хебертсхаузене, во время памятной церемонии были захоронены в маленькой деревянной коробке возле каменного обелиска.
2 мая 2014 года на месте бывшего полигона Хебертсхаузен была открыта выставка и установлены информационные таблички, которые информируют посетителей на нескольких языках. Также, исходя из приблизительно известного числа погибших в 4000 человек, в земле были установлены мемориальные фундаменты длиной в 40 метров, для последующего нанесения на них имен погибших. Мемориальный комплекс концентрационного лагеря Дахау предполагает, что в долгосрочной перспективе можно разыскать от 1500 до 2000 имен. К настоящему моменту на мемориальных досках на полигоне Хебертсхаузен указано 816 имен.
Генеральные консульства России и Украины в Мюнхене признали бывший стрелковый полигон Хебертсхаузен мемориалом и местом памяти своих павших солдат. Каждый год там проходят памятные встречи — 29 апреля ко дню годовщины освобождения концентрационного лагеря Дахау и 22 июня ко Дню нападения гитлеровской Германии на Советский Союз («Операция Барбаросса»).
Рядом с мемориальным комплексом располагается здание бывшей дежурной вахты СС. Сейчас в этом здании располагается ночлежка для бездомных.